# Enrique Wild
Enrique Wild (* 27. September 1999 in Frauenfeld) ist ein Schweizer Fussballspieler.

## Karriere

### Verein
Wild begann seine Karriere beim FC Wil. In der Saison 2015/16 spielte er beim FC Tobel-Affeltrangen. Zur Saison 2016/17 wechselte er in die Jugend des FC Zürich, nach einem halben Jahr zog er weiter zum FC Winterthur. Im August 2017 spielte er gegen den FC Red Star Zürich erstmals für die U-21 von Winterthur in der 1. Liga. In der Saison 2017/18 kam er insgesamt zu zwölf Viertligaeinsätzen.
Zur Saison 2018/19 rückte Wild in das Kader der Profis von Winterthur. Sein Debüt in der Challenge League gab er im Juli 2018, als er am zweiten Spieltag jener Saison gegen den FC Aarau in der Startelf stand. Im Oktober 2018 erzielte er bei einem 3:2-Sieg gegen Aarau sein erstes Tor in der zweithöchsten Schweizer Spielklasse. In der Saison 2018/19 kam er zu 29 Zweitligaeinsätzen für die Profis und zu drei für die U-21 in der Vierten Liga. In der Saison 2019/20 absolvierte er sieben Zweit- und Viertligaspiele.
Zur Saison 2020/21 wechselte Wild zum österreichischen Zweitligisten FC Juniors OÖ, dem Farmteam des LASK, bei dem er einen bis Juni 2022 laufenden Vertrag erhielt. In seiner ersten Spielzeit bei den Juniors kam er zu 23 Einsätzen in der 2. Liga. Zur Saison 2021/22 rückte er in das Kader der ersten Mannschaft. Nachdem er bis zur Winterpause nur eine Partie für den LASK in der Bundesliga absolviert hatte, kehrte er im Februar 2022 wieder zu den Juniors zurück. Nach der Saison 2021/22 zog sich das Team aus der 2. Liga zurück, woraufhin er in das Kader des nun drittklassigen Nachfolgers LASK Amateure OÖ rückte. Für die Amateure kam er dann in der Saison 2022/23 zu 24 Einsätzen in der Regionalliga.
Zur Saison 2023/24 wechselte er zum Zweitligisten DSV Leoben. Für Leoben kam er zu sechs Zweitligaeinsätzen. Nachdem nach der Saison 2023/24 dem Verein die Zweitligazulassung entzogen worden war, verliess er den Verein wieder. Im August 2024 kehrte er anschliessend in die Schweiz zurück und wechselte zum Drittligisten FC Bulle.

### Nationalmannschaft
Wild spielte 2018 drei Mal für die Schweizer U-20-Auswahl.